# Hastigerella scheibeli
Hastigerella scheibeli är en kräftdjursart som beskrevs av Soyer 1974. Hastigerella scheibeli ingår i släktet Hastigerella och familjen Ectinosomatidae. Inga underarter finns listade i Catalogue of Life.